# Matthias Platzeck
Matthias Platzeck, född 29 december 1953 i Potsdam, Östtyskland, är en tysk socialdemokratisk politiker och tidigare partiledare för SPD, idag ledamot av Brandenburgs lantdag.
Mellan 26 juni 2002 och 28 augusti 2013 var Platzeck ministerpresident, delstatsregeringschef, i det tyska förbundslandet Brandenburg, en post som han lämnade av hälsoskäl efter att ha drabbats av en stroke 2013.  
Platzeck var mellan 15 november 2005 och 10 april 2006 partiordförande i det tyska socialdemokratiska partiet SPD, men valde att avgå från sitt uppdrag som partiordförande 2006, också då på grund av hälsoproblem. Han efterträddes som partiordförande av Kurt Beck, ministerpresident i Rheinland-Pfalz.

## Politisk biografi
Platzek var med och grundade Grüne Liga, en människorättsorganisation i Östtyskland 1989. Medlem i SPD blev Platzeck 1995 och efter att ha hoppat av partiet Bündnis 90 då han inte var nöjd med att detta skulle gå samman med det västtyska Die Grünen och bilda Bündnis 90/Die Grünen. Platzek blev snabbt populär bland det tyska folket efter att som miljöminister i Brandenburg sett till att snabbt organisera hjälp för de drabbade då floden Oder svämmade över 1997. Samma år blev han vald till borgmästare i sin födelsestad Potsdam. 
År 2000 blev Platzeck ordförande för SPD i Brandenburg och 2002 blev han vald till ministerpresident i delstaten och efterträdde då Manfred Stolpe som då hade haft posten sedan Tysklands återförening 1990. Två år senare, 2004, ställde han upp i sitt första val till lantdagen, delstatsparlamentet, i samma delstat då SPD blev delstatens största parti och bildade en koalitionsregering i Brandenburg med CDU. 
År 2005 kom han sedermera att nomineras, och den 15 november också väljas, till ny partiordförande i SPD. Företrädaren Franz Müntefering hade valt att avgå sedan han inte fått stöd för sin kandidat till posten som partisekreterare. I regeringen Merkel I ingick Platzeck däremot inte; där var det i stället företrädaren Müntefering som leder de socialdemokratiska ministrarna från sin post som vice förbundskansler.  Platzeck avgick från partiledarposten 10 april 2006 på grund av hälsoproblem. 
Efter valet i september 2009 byttes koalitionspartern i Brandenburgs regering, CDU, ut mot vänsterpartiet Die Linke, och Platzeck omvaldes till posten som ministerpresident.
Platzeck tillkännagav sin kommande avgång i juli 2013 och avgick den 28 augusti 2013, efter att ha drabbats av en stroke i juni 2013.  I och med detta avsade han sig alla politiska ämbeten och uppdrag utom posten som ledamot av Brandenburgs lantdag, som han fortfarande är medlem av.  Han efterträddes som Brandenburgs ministerpresident och SPD-ordförande i Brandenburgs partidistrikt av Dietmar Woidke.